# Stazione di Capistrello
Stazione di Capistrello vasútállomás Olaszországban, Capistrello településen.

## Vasútvonalak
Az állomást az alábbi vasútvonalak érintik:
- Avezzano–Roccasecca-vasútvonal

## Kapcsolódó állomások
A vasútállomáshoz az alábbi állomások vannak a legközelebb:
- Stazione di Avezzano
- Stazione di Cupone